# Fernsdorf (Südliches Anhalt)
Fernsdorf ist ein Ortsteil in der Ortschaft Prosigk der Stadt Südliches Anhalt im Landkreis Anhalt-Bitterfeld in Sachsen-Anhalt. Fernsdorf gehörte bis zum 31. Dezember 2009 zur Gemeinde Prosigk. Diese schloss sich am 1. Januar 2010 mit 17 anderen Gemeinden zur Stadt Südliches Anhalt zusammen.

## Geografie und Verkehrsanbindung
Der Ort liegt südlich des Kernortes Prosigk. Die B 183 verläuft unweit östlich.

## Gemeindeeinrichtungen
- Kindergarten der Gemeinde Prosigk

## Gedenkstätten
- Gedenkstätte für die Gefallenen des Ersten Weltkrieges

## Vereine
- Fernsdorfer Feuerwehrverein

## Sehenswürdigkeiten
In der Liste der Kulturdenkmale in Südliches Anhalt sind für Fernsdorf fünf Kulturdenkmale aufgeführt:
- die Kirche in der Friedensstraße
- die Domäne Fernsdorf (Friedensstraße 16)
- ein Wohnhaus (Friedensstraße 14)
- eine Bandhauer-Scheune (Friedensstraße 4, Lange Straße 13)
- ein Denkmal (Friedensstraße südwestlich der Kirche)